# Hans Ulrich Seeber
Hans Ulrich Seeber (* 13. Februar 1940 in Weinsberg; † 25. Januar 2025) war ein deutscher Anglist.

## Leben
Seeber studierte an der Eberhard Karls Universität Tübingen, wo er 1970 promoviert und 1976 habilitiert wurde. Anschließend war er Inhaber des Lehrstuhls für Anglistik an der Ruhr-Universität Bochum und Mitglied der interdisziplinären Forschungsgruppe zur Funktionsgeschichte literarischer Utopien in der frühen Neuzeit am Zentrum für interdisziplinäre Forschung der Universität Bielefeld. 1984 folgte er einem Ruf an die Universität Stuttgart, wo er den Lehrstuhl für Neuere Englische Literatur am Institut für Literaturwissenschaft übernahm. Diesen hatte er bis zu seiner Emeritierung im Jahr 2005 inne. 1986 und 1987 war er zudem Dekan der Fakultät Philosophie der Universität Stuttgart. Ab 2000 war er Mitglied des Direktoriums des Internationalen Zentrums für Kultur- und Technikforschung der Universität Stuttgart.
Seeber war Mitherausgeber des Fachjournals Anglia. Sein Werk Englische Literaturgeschichte (Erstauflage 1991) gilt als Standardwerk zur englischen Literatur im deutschsprachigen Raum.
Seeber war verheiratet und hatte zwei Töchter. Er wurde auf dem Neuen Friedhof in Ludwigsburg beigesetzt.

## Schriften (Auswahl)
- Wandlungen der Form in der literarischen Utopie: Studien zur Entfaltung des utopischen Romans in England. Göppinger Akademische Beiträge 13. Göppingen: Kümmerle, 1970.
- Moderne Pastoraldichtung in England: Studien zur Theorie und Praxis der pastoralen Versdichtung in England nach 1800 mit besonderer Berücksichtigung von Edward Thomas (1878–1917). Neue Studien zur Anglistik und Amerikanistik 16. Frankfurt: Lang, 1979.
- Die Selbstkritik der Utopie in der angloamerikanischen Literatur. Münster: LIT, 2003.
- Mobilität und Moderne: Studien zur englischen Literatur des 19. und 20. Jahrhunderts. Heidelberg: Winter, 2007.
- Literarische Faszination in England um 1900. Heidelberg: Winter, 2012.
- als Herausgeber (zusammen mit Klaus L. Berghahn): Literarische Utopien von Morus bis zur Gegenwart. Königstein/TS.: Athenäum, 1983.
- als Herausgeber: Die englische Literatur in Text und Darstellung 9: 20. Jahrhundert I. Stuttgart: Reclam, 1984.
- als Herausgeber (zusammen mit Günter Ahrends): Englische und amerikanische Naturdichtung im 20. Jahrhundert. Tübingen: Narr, 1985.
- als Herausgeber (zusammen mit Paul Gerhard Klussmann): Idylle und Modernisierung in der europäischen Literatur des 19. Jahrhunderts. Bonn: Bouvier, 1986.
- als Herausgeber: Englische Literaturgeschichte. Stuttgart: Metzler, 1991.
- als Herausgeber (zusammen mit Ralph Pordzik): Utopie und Dystopie in den neuen englischen Literaturen. Heidelberg: Winter, 2002.
- als Herausgeber (zusammen mit Julika Griem): Raum- und Zeitreisen. Studien zur Literatur und Kultur des 19. und 20. Jahrhunderts. Tübingen: Niemeyer, 2003.

Festschrift
- Walter Göbel (Hrsg.): Modernisierung und Literatur. Festschrift für Hans Ulrich Seeber zum 60. Geburtstag. Narr, Tübingen 2000, ISBN 3-8233-5204-0.